# مجرای تنفسی تحتانی
دستگاه تنفسی تحتانی (به انگلیسی: Lower respiratory tract) به قسمت‌هایی از دستگاه تنفسی گفته می‌شود که بین نای و شش قرار دارند.

## اجزای اصلی
دستگاه تنفسی تحتانی تشکیل شده‌است از:
- نای
- دو نایژه (هر کدام برای یکی از ریه ها)
- نایژک، و ریه ها.[۱]
- حنجره (حنجره را می‌توان جزئی از مجرای تنفسی فوقانی[۲] یا تحتانی یا هر دو دانست که این بستگی به منبع دارد.)